# سوما وسوویانا
سوماً وسوویانا (به ایتالیایی: Somma Vesuviana) یک کومونه در ایتالیا است که در استان ناپل واقع شده‌است. سوماً وسوویانا ۳۰٫۷۴ کیلومتر مربع مساحت و ۳۵٬۳۲۸ نفر جمعیت دارد و ۱۶۵ متر بالاتر از سطح دریا واقع شده‌است.